# Бакай, Элис
Элис Бакай (алб. Elis Bakaj; род. 25 июня 1987[…], Тирана) — албанский футболист, полузащитник. Выступал в сборной Албании.

## Карьера

### Клубная
Начинал заниматься футболом в клубе «Кристали», затем в «Партизани» (Тирана). Играл в клубах Тираны — «Партизани» и «Динамо». В 2011 году перешёл в бухарестское «Динамо». 27 февраля 2012 года был арендован одесским «Черноморцем». 25 мая 2012 года подписал трёхлетний контракт с «Черноморцем».
В начале марта 2014 года покинул одесский «Черноморец» и подписал контракт с албанским клубом «Кукеси».
В январе 2020 года подписал трёхлетний контракт с «Динамо-Брест». Из-за травмы не сумел заиграть в брестском клубе и в конце декабря 2020 года покинул его. В 2021 году играет за другой клуб из Бреста — «Рух».

### В сборной
Был игроком молодёжной сборной Албании — провёл 9 матчей и забил 2 гола. За национальную сборную Албании выступал в 2007—2013 годах, провёл 26 матчей и забил один гол.

## Достижения
- Победитель Чемпионата Албании: 2009/10
- Финалист Кубка Украины: 2012/13
- Обладатель Кубка Белоруссии: 2018/19